# Harold Katz
Harold Katz (5. května 1937 – 25. ledna 2025) byl americký podnikatel, zakladatel firmy Nutrisystem, Inc. obchodující s nutričními produkty, a investiční společnosti H. Katz Capital Group. V letech 1982 až 1996 vlastnil basketbalový klub Philadelphia 76ers, se kterým v sezóně 1982–1983 zvítězil v nejvyšší basketbalové lize v Severní Americe – NBA.
Harold Katz působí v oblasti Greater Philadelphia – v údolí Delaware Valley, kterým protéká řeka Delaware – v metropolitní oblasti Filadelfie (Dolní metropolitní oblasti Delaware Valley) v Pensylvánii v USA. 

## Profesní život
Harold Katz byl zakladatelem a bývalým majitelem společnosti Nutrisystem, Inc. – komerčního poskytovatele produktů a služeb pro hubnutí, se sídlem ve Fort Washingtonu v Pensylvánii a založené roku 1972.
V červenci 1982 koupil basketbalový klub Philadelphia 76ers z Národní basketbalové asociace (National Basketball Association; NBA) od Fitze Eugena Dixona juniora. Během svého působení přivedl 76ers k vítězství v NBA v sezóně 1982–1983. V dubnu 1996 tým prodal americké sportovní a zábavní společnosti Comcast Spectacor sídlící ve Filadelfii.
Harold Katz byl také zakladatelem soukromé investiční společnosti H. Katz Capital Group, založené v lednu 1996.

## Osobní život
Dne 27. srpna 1974 se Harold Katz oženil s Barbarou Katzovou. Rozešli se v roce 1981 a úředně byli rozvedeni 31. května 1985.